# Twistringen
Twistringen község Németországban, Alsó-Szászországban, a Diepholzi járásban. Lakosainak száma 12 952 fő (2023. december 31.).

## Földrajza
Twistringen Winkelsett és Bassum községekkel határos.

## Itt született személyek
- Category:Births in Twistringen